# Proporzec i gęśl
Proporzec i gęśl (oryg. bułg. Пряпорец и гусла) – debiutancki tom wierszy Iwana Wazowa, wydany w 1876 r. Tom ukazał się w Bukareszcie i został opublikowany pod pseudonimem Pejczin.
Tom zawiera 10 wierszy o tematyce patriotycznej. Zdaniem Edwarda Możejki, w utworach zawartych w zbiorku podmiot liryczny utożsamiał się całkowicie z ludem, odzwierciedlał jego tragedie, cierpienia, rezygnował z przewodnictwa. Jeśli chodzi o znaczenie i wymowę tytułu całego zbiorku, to Proporzec oznacza walkę podjętą przez naród, zaś gęśl to poezja, która tej walce została poświęcona.
Tom zawiera następujące wiersze:
- Борът
- Сиромахкиня
- Новонагласената гусла
- Отмъстител
- Волентиринът
- Пряпорец
- Панагюрските въстаници
- Свобода или смърт
- Радецки
- Де е България?

## Polskie przekłady
Na język polski zostały przełożone pojedyncze wiersze tomu Proporzec i gęśl. Wiersz Борът jako Sosna w tłumaczeniu Tytusa Sopodźki, opublikowany został na łamach Przeglądu Powszechnego t. II z 1896 r., str. 295. Wiersz Панагюрските въстаници przełożony został przez Zdzisława Kempfa i opublikowany na łamach gazety Wieś w nr 37 z 1950 r. Ponownie wiersz ten został przełożony w latach 70. i opublikowany jako Powstańcy z Panagiuriszte wraz z utworem Де е България? (jako Gdzie jest Bułgaria) w tłumaczeniu Dimitriny Lau-Bukowskiej i Jacka Bukowskiego, w tomie wierszy Wazowa pt. Niegasnącego się nie zgasi, Warszawa 1976.
Tom Proporzec i gęśl został wpisany do kanonu literatury bułgarskiej 1878-1988.